# Kieler Sportvereinigung Holstein von 1900 2002-2003
Questa voce raccoglie le informazioni riguardanti il Kieler Sportvereinigung Holstein von 1900 nelle competizioni ufficiali della stagione 2002-2003.

## Stagione
Nella stagione 2002-2003 l'Holstein Kiel, allenato da Gerd-Volker Schock, Daniel Jurgeleit e Hans-Werner Moors, concluse il campionato di Regionalliga nord al 13º posto. In Coppa di Germania l'Holstein Kiel fu eliminato al secondo turno dal Bochum.

## Rosa
| N. |                      | Ruolo | Calciatore          |
| -- | -------------------- | ----- | ------------------- |
| 1  | Germania (bandiera)  | P     | Manuel Greil        |
| 2  | Turchia (bandiera)   | D     | Güner Kopuk         |
| 3  | Germania (bandiera)  | D     | Carsten Pukaß       |
| 4  | Polonia (bandiera)   | A     | Zbigniew Ilski      |
| 5  | Germania (bandiera)  | D     | André Trulsen       |
| 6  | Germania (bandiera)  | D     | Matthias Rose       |
| 7  | Germania (bandiera)  | C     | Timo Schultz        |
| 9  | Lituania (bandiera)  | A     | Dimitrijus Guščinas |
| 10 | Germania (bandiera)  | D     | Jens Dowe           |
| 11 | Germania (bandiera)  | A     | Sören Seidel        |
| 13 | Turchia (bandiera)   | C     | Hüseyin Dogan       |
| 14 | Rep. Ceca (bandiera) | C     | Petr Mašlej         |
| 15 | Germania (bandiera)  | D     | André Bock          |
| 16 | Germania (bandiera)  | C     | Lars Schiersand     |

| N. |                     | Ruolo | Calciatore           |
| -- | ------------------- | ----- | -------------------- |
| 17 | Germania (bandiera) | A     | Sebastian Wojcik     |
| 18 | Germania (bandiera) | A     | Julian Lüttmann      |
| 20 | Germania (bandiera) | D     | Henning Hardt        |
| 21 | Germania (bandiera) | C     | Sebastian Gregorczyn |
| 22 | Germania (bandiera) | C     | Thorsten Rohwer      |
| 24 | Germania (bandiera) | P     | Henrik Preuß         |
| 25 | Germania (bandiera) | C     | Timo Bruns           |
| 27 | Germania (bandiera) | C     | Malte Sawkulycz      |
| 28 | Polonia (bandiera)  | A     | Marek Trejgis        |
|    | Germania (bandiera) | D     | Steve Frank          |
|    | Germania (bandiera) | C     | Till Furthmann       |
|    | Germania (bandiera) | C     | Patrick Wemmer       |
|    | Germania (bandiera) | A     | Daniel Jurgeleit     |

## Organigramma societario
Area tecnica
- Allenatore: Hans-Werner Moors
- Allenatore in seconda:
- Preparatore dei portieri:
- Preparatori atletici:
- Analisi video:

## Calciomercato

### Sessione estiva
| Acquisti | Acquisti      | Acquisti         | Acquisti |
| R.       | Nome          | da               | Modalità |
| -------- | ------------- | ---------------- | -------- |
| D        | Jens Dowe     | Babelsberg       |          |
| D        | Marko Kück    | SV Wilhelmshaven |          |
| C        | Petr Mašlej   | Magdeburgo       |          |
| C        | Timo Schultz  | Lubecca          |          |
| A        | Sören Seidel  | Duisburg         |          |
| D        | André Trulsen | St. Pauli        |          |

| Cessioni | Cessioni      | Cessioni         | Cessioni |
| R.       | Nome          | a                | Modalità |
| -------- | ------------- | ---------------- | -------- |
| A        | Jörg Ahrends  | Eider Büdelsdorf |          |
| A        | Sven Simonsen | FC Schüttorf 09  |          |
| D        | Kay Wenschlag | FC Schüttorf 09  |          |

### Sessione invernale
| Acquisti | Acquisti         | Acquisti        | Acquisti |
| R.       | Nome             | da              | Modalità |
| -------- | ---------------- | --------------- | -------- |
| A        | Julian Lüttmann  | Preußen Münster |          |
| A        | Sebastian Wojcik | Rot-Weiss Essen |          |

| Cessioni | Cessioni   | Cessioni        | Cessioni |
| R.       | Nome       | a               | Modalità |
| -------- | ---------- | --------------- | -------- |
| D        | Marko Kück | Rot-Weiss Essen |          |

## Risultati

### Regionalliga

#### Girone di andata
| Arbitro: | Zinken |

|                         |           |  |
| Émerson 51’ Eraslan 75’ | Marcatori |  |

| Arbitro: | Rafati |

|              |           |                       |
| Jurgeleit 7’ | Marcatori | 23’, 84’ (rig.) Gerov |

| Arbitro: | Schriever |

|                      |           |                   |
| Mamoum 5’ Valdez 15’ | Marcatori | 35’, 62’ Guščinas |

| Arbitro: | Perschke |

|          |           |           |
| Dowe 50’ | Marcatori | 76’ Boban |

| Arbitro: | Lupp |

|                             |           |             |
| Heidrich 20’ Bittermann 56’ | Marcatori | 35’ Trejgis |

| Arbitro: | Hennecke |

|                         |           |                                   |
| Guščinas 9’ Trejgis 90’ | Marcatori | 29’ Vesovic 57’ Meißner 85’ Demir |

| Arbitro: | Jauch |

|                                                             |           |                                          |
| Döpper 13’, 56’ Antwerpen 28’, 57’ Winter 89’ Bienemann 90’ | Marcatori | 20’ Guščinas 62’, 70’ Mašlej 81’ Trejgis |

| Arbitro: | Plaggenborg |

|                            |           |                                          |
| Guščinas 19’, 32’ Dowe 90’ | Marcatori | 16’ Löbe 30’ Puschmann 56’, 87’ Altıntop |

| Arbitro: | Späker |

|                                         |           |  |
| Bilgin 30’ Koen 47’ Weber 77’ Wedau 90’ | Marcatori |  |

| Arbitro: | Czech |

|                     |           |            |
| Guščinas 24’ (rig.) | Marcatori | 38’ Kaiser |

| Arbitro: | Hielscher |

|  |           |                                           |
|  | Marcatori | 26’ Guščinas 37’ Schiersand 74’ Jurgeleit |

| Arbitro: | Otte |

|               |           |               |
| Jurgeleit 55’ | Marcatori | 84’ Steegmann |

| Arbitro: | Jauch |

|                                  |           |             |
| Schiersand 62’, 76’ Guščinas 83’ | Marcatori | 45’ Seifert |

| Dortmund 26 ottobre 2002, ore 14:00 CEST 14ª giornata | Borussia Dortmund II | 0 – 0 referto | Holstein Kiel | Stadio Rote Erde (277 spett.)\| Arbitro: \| Hennecke \| |
| Arbitro:                                              | Hennecke             |               |               |                                                         |

| Arbitro: | Frank |

|              |           |  |
| Guščinas 61’ | Marcatori |  |

| Arbitro: | Fleske |

|           |           |              |
| Džaka 84’ | Marcatori | 31’ Guščinas |

| Arbitro: | Melms |

|  |           |         |
|  | Marcatori | 80’ Isa |

#### Girone di ritorno
| Arbitro: | Bley |

|                               |           |  |
| Guščinas 16’, 43’ Trulsen 90’ | Marcatori |  |

| Arbitro: | Schößling |

|                      |           |                              |
| Gerov 14’ Sağlık 33’ | Marcatori | 52’ Schiersand 80’ Jurgeleit |

| Arbitro: | Grudzinski |

|                               |           |                      |
| Guščinas 35’, 87’ Trejgis 49’ | Marcatori | 53’ Rolfes 84’ Lenze |

| Arbitro: | Grabanowski |

|           |           |                                                              |
| Gatti 16’ | Marcatori | 31’ (rig.) Guščinas 35’ Wojcik 67’ (aut.) Müller 70’ Trejgis |

| Arbitro: | Thomßen |

|                               |           |               |
| Ilski 46’ Guščinas 60’ (rig.) | Marcatori | 35’ Jovanović |

| Arbitro: | Seemann |

|                          |           |                 |
| Demir 20’, 43’ Meyer 70’ | Marcatori | 49’ (aut.) Ahlf |

| Kiel 21 marzo 2003, ore 19:30 CET 24ª giornata | Holstein Kiel | 0 – 0 referto | Preußen Münster | Holstein-Stadion (2 220 spett.)\| Arbitro: \| Zinken \| |
| Arbitro:                                       | Zinken        |               |                 |                                                         |

| Arbitro: | Weber |

|  |           |          |
|  | Marcatori | 18’ Rose |

| Arbitro: | Schriever |

|                     |           |           |
| Guščinas 69’ (rig.) | Marcatori | 59’ Weber |

| Arbitro: | Strampe |

|                       |           |                                               |
| Gockel 45’ Perdei 88’ | Marcatori | 41’ Guščinas 52’ Rose 68’ Wojcik 87’ Lüttmann |

| Arbitro: | Späker |

|            |           |            |
| Seidel 78’ | Marcatori | 34’ Bester |

| Arbitro: | Bley |

|           |           |                       |
| Wendt 45’ | Marcatori | 2’, 20’, 39’ Guščinas |

| Arbitro: | Plaggenborg |

|            |           |          |
| Oeiras 80’ | Marcatori | 63’ Dowe |

| Arbitro: | Winkmann |

|                             |           |                           |
| Schiersand 30’ Guščinas 73’ | Marcatori | 13’ Achenbach 43’ Gambino |

| Arbitro: | Kemmling |

|                             |           |  |
| Berger 45’ Grund 67’ (rig.) | Marcatori |  |

| Arbitro: | Marks |

|             |           |                     |
| Trejgis 27’ | Marcatori | 23’ Jerat 64’ Džaka |

| Arbitro: | Gagelmann |

|                        |           |  |
| Claaßen 79’ Sidney 89’ | Marcatori |  |

### Coppa di Germania
| Arbitro: | Anklam |

|                       |                      |                        |
| Rose 44’              | Marcatori            | 53’ Preetz             |
| Guščinas Trulsen Rose | Tiri di rigore 3 – 0 | Pinto Schmidt Hartmann |

| Arbitro: | Koop |

|              |           |                     |
| Guščinas 32’ | Marcatori | 29’ Wosz 53’ Freier |

## Statistiche

### Statistiche di squadra
| Competizione      | Punti | In casa | In casa | In casa | In casa | In casa | In casa | In trasferta | In trasferta | In trasferta | In trasferta | In trasferta | In trasferta | Totale | Totale | Totale | Totale | Totale | Totale | DR |
| Competizione      | Punti | G       | V       | N       | P       | Gf      | Gs      | G            | V            | N            | P            | Gf           | Gs           | G      | V      | N      | P      | Gf     | Gs     | DR |
| ----------------- | ----- | ------- | ------- | ------- | ------- | ------- | ------- | ------------ | ------------ | ------------ | ------------ | ------------ | ------------ | ------ | ------ | ------ | ------ | ------ | ------ | -- |
| Regionalliga nord | 42    | 17      | 5       | 7       | 5       | 26      | 23      | 17           | 5            | 5            | 7            | 28           | 31           | 34     | 10     | 12     | 12     | 54     | 54     | 0  |
| Coppa di Germania | -     | 2       | 0       | 1       | 1       | 2       | 3       | 0            | 0            | 0            | 0            | 0            | 0            | 2      | 0      | 1      | 1      | 2      | 3      | -1 |
| Totale            | 42    | 19      | 5       | 8       | 6       | 28      | 26      | 17           | 5            | 5            | 7            | 28           | 31           | 36     | 10     | 13     | 13     | 56     | 57     | -1 |

### Andamento in campionato
| Giornata  | 1  | 2  | 3  | 4  | 5  | 6  | 7  | 8  | 9  | 10 | 11 | 12 | 13 | 14 | 15 | 16 | 17 | 18 | 19 | 20 | 21 | 22 | 23 | 24 | 25 | 26 | 27 | 28 | 29 | 30 | 31 | 32 | 33 | 34 |
| --------- | -- | -- | -- | -- | -- | -- | -- | -- | -- | -- | -- | -- | -- | -- | -- | -- | -- | -- | -- | -- | -- | -- | -- | -- | -- | -- | -- | -- | -- | -- | -- | -- | -- | -- |
| Luogo     | T  | C  | T  | C  | T  | C  | T  | C  | T  | C  | T  | C  | C  | T  | C  | T  | C  | C  | T  | C  | T  | C  | T  | C  | T  | C  | T  | C  | T  | T  | C  | T  | C  | T  |
| Risultato | P  | P  | N  | N  | P  | P  | P  | P  | P  | N  | V  | N  | V  | N  | V  | N  | P  | V  | N  | V  | V  | V  | P  | N  | V  | N  | V  | N  | V  | N  | N  | P  | P  | P  |
| Posizione | 15 | 15 | 16 | 17 | 18 | 18 | 18 | 18 | 18 | 18 | 18 | 18 | 17 | 18 | 16 | 16 | 17 | 15 | 15 | 14 | 12 | 9  | 10 | 11 | 9  | 9  | 9  | 9  | 9  | 9  | 9  | 9  | 12 | 13 |

Legenda:

Luogo: C = Casa; T = Trasferta. Risultato: V = Vittoria; N = Pareggio; P = Sconfitta.

### Statistiche dei giocatori
| Giocatore     | Regionalliga nord | Regionalliga nord | Regionalliga nord | Regionalliga nord | Coppa di Germania | Coppa di Germania | Coppa di Germania | Coppa di Germania | Totale   | Totale | Totale      | Totale     |
| Giocatore     | Presenze          | Reti              | Ammonizioni       | Espulsioni        | Presenze          | Reti              | Ammonizioni       | Espulsioni        | Presenze | Reti   | Ammonizioni | Espulsioni |
| ------------- | ----------------- | ----------------- | ----------------- | ----------------- | ----------------- | ----------------- | ----------------- | ----------------- | -------- | ------ | ----------- | ---------- |
| Ö. Atasoy     | 2                 | 0                 | 0                 | 0                 | 0                 | 0                 | 0                 | 0                 | 2        | 0      | 0           | 0          |
| A. Bock       | 4                 | 0                 | 0                 | 0                 | 0                 | 0                 | 0                 | 0                 | 4        | 0      | 0           | 0          |
| T. Bruns      | 6                 | 0                 | 1                 | 0                 | 0                 | 0                 | 0                 | 0                 | 6        | 0      | 1           | 0          |
| H. Dogan      | 24                | 0                 | 1                 | 1                 | 1                 | 0                 | 1                 | 0                 | 25       | 0      | 2           | 1          |
| J. Dowe       | 32                | 3                 | 2                 | 0                 | 1                 | 0                 | 0                 | 0                 | 33       | 3      | 2           | 0          |
| S. Frank      | 0                 | 0                 | 0                 | 0                 | 0                 | 0                 | 0                 | 0                 | 0        | 0      | 0           | 0          |
| T. Furthmann  | 1                 | 0                 | 0                 | 0                 | 0                 | 0                 | 0                 | 0                 | 1        | 0      | 0           | 0          |
| S. Gregorczyn | 2                 | 0                 | 0                 | 0                 | 0                 | 0                 | 0                 | 0                 | 2        | 0      | 0           | 0          |
| M. Greil      | 21                | 0                 | 1                 | 0                 | 2                 | 0                 | 0                 | 0                 | 23       | 0      | 1           | 0          |
| D. Guščinas   | 32                | 23                | 1                 | 0                 | 2                 | 1                 | 0                 | 0                 | 34       | 24     | 1           | 0          |
| H. Hardt      | 31                | 0                 | 6                 | 0                 | 2                 | 0                 | 1                 | 0                 | 33       | 0      | 7           | 0          |
| T. Hempel     | 3                 | 0                 | 0                 | 0                 | 1                 | 0                 | 0                 | 0                 | 4        | 0      | 0           | 0          |
| Z. Ilski      | 34                | 1                 | 7                 | 0                 | 2                 | 0                 | 0                 | 0                 | 36       | 1      | 7           | 0          |
| D. Jurgeleit  | 13                | 4                 | 0                 | 0                 | 1                 | 0                 | 0                 | 0                 | 14       | 4      | 0           | 0          |
| G. Kopuk      | 7                 | 0                 | 0                 | 0                 | 1                 | 0                 | 0                 | 0                 | 8        | 0      | 0           | 0          |
| J. Lüttmann   | 9                 | 1                 | 0                 | 0                 | 0                 | 0                 | 0                 | 0                 | 9        | 1      | 0           | 0          |
| P. Mašlej     | 3                 | 2                 | 0                 | 0                 | 1                 | 0                 | 0                 | 0                 | 4        | 2      | 0           | 0          |
| H. Preuß      | 14                | 0                 | 0                 | 0                 | 0                 | 0                 | 0                 | 0                 | 14       | 0      | 0           | 0          |
| C. Pukaß      | 23                | 0                 | 1                 | 0                 | 2                 | 0                 | 0                 | 0                 | 25       | 0      | 1           | 0          |
| T. Rohwer     | 31                | 0                 | 6                 | 2                 | 2                 | 0                 | 1                 | 0                 | 33       | 0      | 7           | 2          |
| M. Rose       | 34                | 2                 | 9                 | 0                 | 2                 | 1                 | 0                 | 0                 | 36       | 3      | 9           | 0          |
| M. Sawkulycz  | 7                 | 0                 | 0                 | 0                 | 1                 | 0                 | 0                 | 0                 | 8        | 0      | 0           | 0          |
| L. Schiersand | 32                | 5                 | 5                 | 0                 | 2                 | 0                 | 1                 | 0                 | 34       | 5      | 6           | 0          |
| T. Schultz    | 14                | 0                 | 1                 | 0                 | 0                 | 0                 | 0                 | 0                 | 14       | 0      | 1           | 0          |
| S. Seidel     | 22                | 1                 | 4                 | 1                 | 1                 | 0                 | 0                 | 0                 | 23       | 1      | 4           | 1          |
| M. Trejgis    | 30                | 6                 | 4                 | 1                 | 2                 | 0                 | 0                 | 0                 | 32       | 6      | 4           | 1          |
| A. Trulsen    | 20                | 1                 | 4                 | 0                 | 2                 | 0                 | 0                 | 0                 | 22       | 1      | 4           | 0          |
| P. Wemmer     | 1                 | 0                 | 0                 | 0                 | 0                 | 0                 | 0                 | 0                 | 1        | 0      | 0           | 0          |
| S. Wojcik     | 13                | 2                 | 0                 | 0                 | 0                 | 0                 | 0                 | 0                 | 13       | 2      | 0           | 0          |